# Campionati mondiali di tiro 1910
I campionati mondiali di tiro 1910 furono la quattordicesima edizione dei campionati mondiali di questa disciplina e si disputarono a L'Aia. Questa edizione fu organizzata dall'ISSF. La nazione più medagliata fu la Svizzera.

## Risultati

### Uomini

#### Carabina
| Evento                     | Oro                                                                                       | Oro       | Argento                                                                      | Argento   | Bronzo                                                                                               | Bronzo    |
| Evento                     | Atleta                                                                                    | Risultato | Atleta                                                                       | Risultato | Atleta                                                                                               | Risultato |
| 300m 3 posizioni           | Jean Reich                                                                                | 1018      | Konrad Stäheli                                                               | 1016      | Charles Paumier du Verger                                                                            | 1004      |
| 300m a terra               | Achille Paroche                                                                           | 352       | Jean Reich                                                                   | 351       | Charles Paumier du Verger                                                                            | 349       |
| 300m in ginocchio          | Konrad Stäheli                                                                            | 363       | Caspar Widmer                                                                | 351       | Jean Reich                                                                                           | 339       |
| 300m in piedi              | Jean Reich                                                                                | 328       | Emil Pachmayer                                                               | 325       | Charles Paumier du Verger                                                                            | 322       |
| 300m 3 posizioni a squadre | Svizzera Ernst Stumpf Jean Reich Marcel Meyer de Stadelhofen Konrad Stäheli Caspar Widmer | 4918      | Francia Husson Albert Courquin Achille Paroche Léon Johnson André Parmentier | 4844      | Belgio Paul van Asbroeck Jules Bury Charles Paumier du Verger Charles Cheirlinckx Henri Sauveur Fils | 4786      |

#### Pistola
| Evento        | Oro                                                                                              | Oro       | Argento                                                                                   | Argento   | Bronzo                                                                               | Bronzo    |
| Evento        | Atleta                                                                                           | Risultato | Atleta                                                                                    | Risultato | Atleta                                                                               | Risultato |
| 50m           | Paul Van Asbroek                                                                                 | 528       | Eduard Ehricht                                                                            | 523       | Charles Paumier du Verger                                                            | 518       |
| 50m a squadre | Belgio René Englebert Charles Paumier du Verger Paul van Asbroeck Norbert van Molle A. Wullemans | 2480      | Italia Raffaele Frasca Giuseppe Mussino Aventino Righini Riccardo Ticchi Carlo Vercellone | 2459      | Germania Gerhard Bock Richard Fischer Eduard Ehricht Eduard Schmeisser Joachim Vogel | 2428      |

## Medagliere
Nazione ospitante
| Posiz. | Nazione  | Oro | Argento | Bronzo | Totale |
| ------ | -------- | --- | ------- | ------ | ------ |
| 1      | Svizzera | 4   | 3       | 1      | 8      |
| 2      | Belgio   | 2   | 0       | 5      | 7      |
| 3      | Francia  | 1   | 1       | 0      | 2      |
| 4      | Germania | 0   | 2       | 1      | 3      |
| 5      | Italia   | 0   | 1       | 0      | 1      |